# Abraham Bernárdez Gómez
Abraham Bernárdez Gómez (Vigo, 1985) é professor e educador da Universidade de Vigo, na Espanha.

## Biografía
Professor de Educação Primária (2014) pela Universidade de Santiago de Compostela, continua sua formação com o Mestrado em Processos de Formação (2015) e o Mestrado em Ensino de Educação Secundária Obrigatória e Bacharelado (2017), ambos pela Universidade de Santiago de Compostela. Doutor em Educação pela Universidade de Múrcia, desenvolveu sua atividade como pesquisador de pré-doutorado no Departamento de Didática e Organização Escolar da mesma universidade. Ele retorna à Universidade de Santiago de Compostela como pesquisador de pós-doutorado com um contrato Margarita Salas vinculado ao GI Stellae. Atualmente, é professor do Departamento de Didática e Organização Escolar da Universidade de Vigo.

## Linhas de pesquisa
Seus principais tópicos de pesquisa se concentram na exclusão socioeducacional, na evasão escolar e no estudo das trajetórias educacionais dos alunos.

## Artigos em destaque
Análisis retrospectivo de la percepción sobre herramientas para el desarrollo de actividades colaborativas en entornos virtuales. 

Professional relationships and professional learning from a generational perspective

Edutuber and Gender in STEM